# 바버라 앨린 우즈
바버라 앨린 우즈(Barbara Alyn Woods, 1965년 경 ~ )는 미국의 배우이다.